# Dolichiscus tenuispinis
Dolichiscus tenuispinis là một loài chân đều trong họ Austrarcturellidae. Loài này được Benedict miêu tả khoa học năm 1898.